# Елеукен, Есентугел Баймуханбетулы
Есен Елеукен (имя при рождении — Есентугел Баймуханбетович Елеукенов; каз. Есентүгел Баймұханбетұлы Елеукен; род. 5 декабря 1973, Шалкарский район, Актюбинская область, Казахская ССР) — казахстанский телеведущий, директор телеканала «Tamasha tv» АО "РТРК «Qazaqstan» (с 2018 года).

## Биография
Родился 5 декабря 1973 года в Челкарском районе Актюбинской области.
В 1996 году окончил Казахский химико-технологический институт по специальности «автоматизация технологических процессов и производств».
С 1996 по 1999 годы — стажер-исследователь кафедры «Биоэкология» Казахского химико-технологического института.
С 1998 по 2002 годы — главный редактор казахской редакции радио «Юмакс».
С 2000 по 2005 годы — инженер факультета «Искусство» Международный казахско-турецкий университет имени Ходжи Ахмеда Ясави.
С 2005 по 2018 годы — президент Республиканского молодежного общественного объединения «Союз КВН Казахстана».
С 2006 по 2008 годы — руководитель спецпрограммы телеканала «КТК».
С 2018 года по настоящее время — директор телеканала «Tamasha tv» АО "РТРК «Казахстан».

## Награды
- 2016 — Указом Президента Республики Казахстан от 9 декабря 2016 года награждён Орденом «Курмет».[1]
- 2016 — Медаль «25 лет независимости Республики Казахстан»
- 2017 — почётный нагрудный знак «Тіл жанашыры» за добросовестное отношение к государственному языку и большой вклад в развитие казахского языка.[2][3]
- 2018 — юбилейная медаль «20 лет Астане»[4]